# 성의고등학교
성의고등학교(聖義高等學校)는 대한민국 경상북도 김천시 지좌동에 있는 사립 고등학교이다.

## 학교 연혁
- 1901년 8월 1일 : 김성학 알렉시오 신부, 성의학교 창립
- 1911년 2월 1일 : 여학교(보통과정) 병설
- 1917년 4월 1일 : 이약슬 요셉 신부, 성의학원으로 개칭
- 1947년 4월 10일 : 성의중학원(중등 3년 과정 및 속성 1년 과정) 설립
- 1949년 3월 10일 : 성의여자초급중학교 설립 인가(6학급)
- 1949년 5월 7일 : 성의여자초급중학교 개교, 초대교장 최재선 요한 신부 취임
- 1950년 1월 31일 : 성의중학교 설립 인가(남 3학급ㆍ여 3학급)
- 1952년 3월 14일 : 성의상업고등학교 설립 인가 (남자부 6학급, 여자부 3학급)
- 1952년 4월 25일 : 성의상업고등학교 개교, 초대교장 최재선 요한 신부 취임
- 1965년 10월 21일 : 본관 4층 준공
- 1968년 12월 30일 : 신관 3층 준공
- 1970년 3월 1일 : 남자부와 여자부 분리
- 1974년 10월 26일 : 과학관 3층 준공
- 1980년 11월 10일 : 학칙 변경(27학급 인가)
- 1981년 12월 8일 : 빅토리오 체육관 준공
- 1985년 3월 1일 : 성의종합고등학교로 학칙 변경
- 1986년 10월 12일 : 성의인의 집(기숙사) 준공
- 1986년 12월 31일 : 별관 1층 준공
- 1989년 3월 10일 : 별관 2층 증축 준공
- 1999년 8월 28일 : 제1생활관(베리타스) 준공
- 2001년 3월 1일 : 성의고등학교로 학칙 변경
- 2006년 3월 1일 : 성의중학교, 성의고등학교 분리
- 2013년 12월 2일 : 제2생활관(텔레시스) 준공
- 2015년 3월 2일 : 선진형 교과교실제 운영
- 2024년 9월 1일 : 제17대 김진연 교장 취임
- 2025년 1월 10일 : 제71회 졸업 111명 (연인원 18,860명)

## 참고 자료
- 성의고등학교 - 한국교육학술정보원 학교알리미